# El Calvario, Cuyoaco
El Calvario är en ort i Mexiko.   Den ligger i kommunen Cuyoaco och delstaten Puebla, i den sydöstra delen av landet, 160 km öster om huvudstaden Mexico City. El Calvario ligger 2 462 meter över havet och antalet invånare är 276.
Terrängen runt El Calvario är kuperad västerut, men österut är den platt. Runt El Calvario är det ganska glesbefolkat, med 25 invånare per kvadratkilometer. Närmaste större samhälle är Libres, 17,5 km söder om El Calvario. Trakten runt El Calvario består till största delen av jordbruksmark.